# Khadija
Khadija (Khadijah el. Khadidjah) (født 555, død 30. april 619) var profeten Muhammeds første kone. Khadija var medlem af klanen Banu Hashim. 
Hun var en velhavende enke, som var i fyrrene, da hun friede til profeten Muhammed. De blev gift og fik 2 sønner, som begge døde som spæde. Derudover fik de en datter, Fatima al-Zahra der levede længe nok til at opleve voksenalder og efterlod profeten to børnebørnene al-Ḥasan og al-Ḥusayn.
1. ↑  Navnet er anført på engelsk og stammer fra Wikidata hvor navnet endnu ikke findes på dansk.
2. ↑  Navnet er anført på Western Punjabi og stammer fra Wikidata hvor navnet endnu ikke findes på dansk.
3. ↑  Navnet er anført på arabisk og stammer fra Wikidata hvor navnet endnu ikke findes på dansk.
4. ↑  Navnet er anført på arabisk og stammer fra Wikidata hvor navnet endnu ikke findes på dansk.
5. ↑  Navnet er anført på engelsk og stammer fra Wikidata hvor navnet endnu ikke findes på dansk.
6. ↑  Navnet er anført på arabisk og stammer fra Wikidata hvor navnet endnu ikke findes på dansk.